# 夏和熙
夏和熙（1988年6月19日—），本名蔡翰維，原藝名大野，台灣男藝人，透過中天談話性節目《大學生了沒》出道。高中時曾是網球選手。2014年12月推出個人專輯。

## 電視節目

### 固定來賓
- 中天綜合台－「大學生了沒」固定成員
- 三立/台視 - 「全明星運動會」 固定成員，藍隊副隊長

### 主持
- MTV－「超聯萌女神」第二季 主持人
- MTV/三立－「拜託了女神」主持人
- 三立都會台－ 「完全娛樂」主持人
- 三立都會台－ 「我們這一攤」主持人

### 星光大道
| 播出日期       | 節目名稱                       | 播出頻道         | 備註             |
| 2025年10月17日 | 《第60屆金鐘獎》節目類星光大道 | 三立都會台、公視 | 與林葦妮搭檔主持 |

## 電視劇
| 首播   | 電視台                   | 劇名              | 角色   |
| 2010年 | 台視                     | 家有四千金        | 龐小魚 |
| 2011年 | 民視                     | 華麗的挑戰        | 藍寶石 |
| 2013年 | 民視                     | 廉政英雄          | 徐強   |
| 2014年 | 台視                     | 威廉王子          | 髮型師 |
| 2018年 | 三立都會台、東森綜合台   | 姊的時代          | Josh   |
| 2020年 | TVBS歡樂台、愛奇藝台灣站 | 墜愛              | 小鐵   |
| 2025年 | 東森戲劇台               | 歡迎光臨 二代咖啡 |        |
| 2025年 | 三立都會台               | 對立而已          | 都岢顗 |

## 電影
- 2009年星月无尽飾天兵丙

## 獎項紀錄

### 金鐘獎
| 年份 | 名稱         | 獎項                   | 作品           | 結果 |
| ---- | ------------ | ---------------------- | -------------- | ---- |
| 2024 | 第59屆金鐘獎 | 益智及實境節目主持人獎 | 《我們這一攤》 | 提名 |

## 外部連結
- 夏和熙的Instagram帳戶
- 夏和熙的Facebook專頁
- 夏和熙的新浪微博